# Chimarra pylaea
Chimarra pylaea là một loài Trichoptera trong họ Philopotamidae. Chúng phân bố ở miền Tân bắc.